# Mátyus
Mátyus is een plaats (község) en gemeente in het Hongaarse comitaat Szabolcs-Szatmár-Bereg. Mátyus telt 373 inwoners (2001).